# Jean-Roger Caussimon
Jean-Roger Caussimon (24 de julio de 1918 - 19 de octubre de 1985) fue un cantante, actor, y compositor francés. Apareció en 90 films entre 1945 y 1985, pero es famoso por haber trabajado con el cantante y poeta Léo Ferré, junto con quien escribiría canciones como Monsieur William (1950), Le Temps du tango (1958), Comme à Ostende (1960) y Ne chantez pas la mort (1972).

## Discografía
Caussimon grabó seis discos LP y un álbum en vivo. Con la mayoría sin un título dado, se los nombra por su año de lanzamiento: 
- Jean-Roger Caussimon chante Jean-Roger Caussimon (1970)
- Jean-Roger Caussimon 1972
- Jean-Roger Caussimon 1974
- Jean-Roger Caussimon 1975
- Jean-Roger Caussimon 1977
- Au théâtre de la Ville (1978)
- Jean-Roger Caussimon 1979

## Filmografía selecta
- Juliette, or Key of Dreams (1951)
- The Red Rose (1951)
- Que la fête commence (1975)